# Aseel al-Awadhi
Aseel al-Awadhi, född 1969, är en kuwaitisk politiker.
Hon blev 2008 sitt lands första kvinnliga parlamentsledamot. 